# البطولات الوطنية الأمريكية 1916 (كرة مضرب)
قائمة بالأبطال في 1916 البطولات الوطنية الأمريكية لكرة المضرب (المعروفة الآن باسم أمريكا المفتوحة):

## الكبار

### فردي رجال
ر. نوريس ويليامز هزم  بيل جونستن 4-6 6-4 0-6 6-2 6-4

### فردي سيدات
مولا بجورستدت مالوري هزم  لويس هاموند رايموند 6-0, 6-1